# Mr. Lee
Mr. Lee ist das 27. Studioalbum des deutschen Liedermachers Reinhard Mey. Es erschien 2016 bei der Universal Music GmbH. Es enthält 15 Lieder, davon 13 von Reinhard Mey selbst getextete und komponierte Stücke sowie Zeit zu Leben von Klaus Hoffmann und das englische Kinderlied Lavenders Blue von Elliot Daniel (Musik) und Larry Morey (Text).

## Inhalt
Viele der 15 Lieder des Albums beschäftigen sich mit Alltagssituationen, die Reinhard Mey erlebt hat, zum Beispiel hat es den Herrn Fellmann nach Reinhard Meys Aussage in der Talkshow 3 nach 9 tatsächlich gegeben. Ein anderes Thema ist das Älterwerden, das er zum Beispiel in So viele Sommer thematisiert. Mit Mr. Lee greift er den Tod seines Sohnes auf, dessen Wachkoma in den vorangegangenen Alben Thema war.

## Titelliste
1. So viele Sommer – 4:32
2. Im Goldenen Hahn – 4:31
3. Dr. Brand – 4:11
4. Herr Fellmann, Bonsai und ich – 5:58
5. Lucky Laschinski – 6:59
6. Mr. Lee – 5:12
7. Wenn's Wackersteine auf dich regnet – 4:33
8. Wenn Hannah lacht – 4:10
9. Hörst du, wie die Gläser klingen – 6:58
10. Wenningstedt Mitte – 4:18
11. Heimweh nach Berlin – 5:33
12. Im Haus am Meer – 4:01
13. So lange schon – 4:57
14. Zeit zu leben – 3:52
15. Lavender's blue – (Victoria-Luise Mey) – 2:13

## Fotos
Wie auch schon das vorherige Studioalbum dann mach's gut enthält das Booklet neben einigen professionellen Fotos von Jim Rakete auch private Fotos, die von Meys Frau Hella aufgenommen wurden.

## Rezensionen
Die Süddeutsche Zeitung fühlt sich „an das flotte Mundwerk, das allgegenwärtige Freiheitsthema und das Anti-Spießertum des jungen Mey“ erinnert. Der Rolling Stone sieht ein „sanft-süffisantes Spätwerk des soften Riesen“.

## Chartplatzierung
Mr. Lee erreichte Platz drei der deutschen Albumcharts und konnte sich darin 18 Wochen halten. 2018 wurde die Live-Version (Mr. Lee Live) veröffentlicht.